# Transferáza
Transferázy (též transferasy) je třída enzymů katalyzující chemické reakce, při nichž dochází k přenosu funkčních skupin z jedné molekuly zvané donor (dárce) na druhou molekulu zvanou akceptor (příjemce). Transferázy se třídí podle přenášených skupin:
- methyltransferasy přenáší methylovou skupinu (CH3 –),
- kinasy přenáší fosfátovou skupinu (PO43−) obvykle z ATP,
- aminotransferasy přenáší aminoskupinu (– NH2) obvykle z aminokyseliny atd.

Reakci katalyzovanou transferázou jde schematicky zapsat jako:
A–X + B → A + B–X
kde je
- A – donor
- B – akceptor

Donorem je často nízkomolekulární látka – koenzym.